# Max Paetz
Max Paetz (* 4. Juli 1883 als Robert Max Pätz in Berlin; † 16. April 1975 in Berlin (West)) war ein deutscher Aufnahmeleiter und Schauspieler.

## Leben und Wirken
Der Sohn des Postillons Moritz Pätz und seiner Frau Dorothee, geb. Anders, hatte zunächst als Theaterschauspieler gearbeitet, ohne dabei größere Spuren zu hinterlassen. Seit den 1920er-Jahren arbeitete er als Aufnahmeleiter beim Film und wirkte in dieser Position anfänglich vor allem bei den Sensationsabenteuern der beiden Genrestars Ellen Richter (u. a. bei Der Flug um den Erdball, Schatten der Weltstadt, Die tolle Herzogin, Unmoral, Polizeispionin 77, Die Frau ohne Nerven, Die Abenteurerin von Tunis und Manolescu, der Fürst der Diebe) und Harry Piel (u. a. bei Seine stärkste Waffe, Die Mitternachts-Taxe, Menschen im Feuer, Achtung! – Auto-Diebe!, Bobby geht los, Der Geheimagent, Jonny stiehlt Europa, Sprung in den Abgrund und Der unmögliche Herr Pitt).
Darüber hinaus betreute er als Filmaufnahmeleiter bekannte Filme wie den Rühmann-Lachschlager So ein Flegel, den Historienfilm Der Favorit der Kaiserin, die beiden Selpin-Inszenierungen Ein Mann auf Abwegen und Trenck, der Pandur mit Hans Albers, den Krimiklassiker Dr. Crippen an Bord, die Halbjahrhundert-Revue Herrliche Zeiten und zuletzt (1952) die bundesdeutsche Kriminalkomödie Drei Tage Angst. Zuvor stand Paetz bis 1949 im Dienst der ostzonalen Staatsfirma DEFA. Dort, wie bereits zu späten Stummfilmzeiten, trat Paetz hin und wieder auch mit Chargenrollen (als Inspektor, Krankenwärter, Postbeamter etc.) vor die Kamera. 1960 lebte er im West-Berliner Stadtteil Charlottenburg.
Max Paetz war ab 1933 mit der Schauspielerin Elise Sydow verheiratet.

## Filmografie
als Schauspieler
- 1929: Die Frau ohne Nerven
- 1937: Mutterlied
- 1939: Die barmherzige Lüge
- 1943/52: Moselfahrt mit Monika
- 1946: Kein Platz für Liebe
- 1948: 1-2-3 Corona
- 1948: Berliner Ballade
- 1948: … und wenn’s nur einer wär’ …
- 1949: Quartett zu fünft